# Eduardo Balliol
Eduardo Balliol (em inglês: Edward Balliol; c. 1282 — Doncaster, janeiro de 1364) foi um pretendente ao trono da Escócia durante o reinado de Davi II. De tempos em tempos ele foi capaz de estabelecer um governo temporário na Escócia com a ajuda militar inglesa; mas devido ao pouco apoio local seu reinado foi transitório e instável.

## Resumo biográfico
Parece ter vivido até 1324 em suas terras na Normandia. Quando o pai foi obrigado a abdicar, Eduardo foi aprisionado na Inglaterra em 1296 por Eduardo I de Inglaterra (1239-1307). Libertado com o pai para viver na França, retornou à Escócia para exigir o trono. Morrendo Robert Bruce, em 1329, Eduardo II de Inglaterra invadiu a Escócia com os chamados «barões deserdados», desembarcando com 3400 partidários em Kinghorn, Fife. Obteve em 12 de agosto a vitória de Dupplin Moor, em Pertshire, sobre o exército dos ingleses liderado pelo conde ou Earl of Mar, Regente do jovem rei David II da Escócia, filho de Roberto Bruce.  Tomou Perth, foi coroado Rei em Scone em 24 de setembro de 1332, mas foi derrotado três  meses depois em Annam, e forçado a fugir, semi desnudo, depois de um ataque surpresa por nobres fiéis a David II. Fugiu pela fronteira num cavalo sem sela. Exigiu o trono mais tarde em numerosas outras ocasiões, vindo do sul, e continuou como um rei títere até 1336, quando fugiu para a Inglaterra outra vez. Houve mais duas incursões sem sucesso em 1334 e 1335. Em 1356 renunciou ao trono em beneficio de Eduardo III de Inglaterra, em troca de uma pensão.  Voltou à Escocia em 1346 depois que David II da Escócia foi derrotado em Neville's Cross. Nem conseguiu o baronato de Bywell, que foi dado a João da Bretanha, conde de Richmond. Depois de sua abdicação em 1356 subiu ao trono com a Casa de Stuart.

## Príncipe da Escócia
Eduardo Balliol foi filho do Rei João Balliol da Escócia (reinante entre 1292-1296) e Isabel de Warenne, filha de João de Warenne, sétimo Conde de Surrey, e de Alice de Lusignan. Alice era filha de Hugo X de Lusignan e Isabel de Angulema, viúva do Rei João da Inglaterra. Eduardo herdou a reivindicação de seu pai ao trono escocês e recebeu apoio do rei inglês Eduardo III, porém nunca venceu o partido nacionalista escocês do Rei David II da Escócia (reinante entre 1329-1371).
Em 1332, Balliol organizou, juntamente com um grupo de nobres ingleses cujas terras na Escócia foram tomadas pelo Rei Robert Bruce (pai de David II), uma invasão, que viria da França. Em 12 de Agosto, na Batalha de Dupplin Moor, Eduardo derrotou Donald, conde de Mar, que era regente de Davi II (que tinha oito anos na época), e, em 24 de Setembro, foi coroado rei em Scone. Em 23 de Novembro, em Roxburgo, ele reconheceu Eduardo III da Inglaterra como suserano da Escócia. Uma coalização liderada por Arquibaldo Douglas derrotou Balliol em Annan, Dumfries, em 16 de Dezembro, mas, em 19 de Julho de 1333, Eduardo III derrotou e matou Douglas na Batalha de Halidon Hill em favor de Balliol, que em troca concedeu muitas terras escocesas ao rei inglês. A luta de Balliol contra os aderentes de David II durou até 21 de Janeiro de 1356, quando Balliol renunciou a seu título e deu todas suas terras a Edward III, morrendo como um pensionário, sem filhos, do soberano inglês.